# Мощениця (Бохенський повіт)
Мощениця (пол. Moszczenica) — село в Польщі, у гміні Бохня Бохенського повіту Малопольського воєводства.
Населення — 335 осіб (2011).
У 1975-1998 роках село належало до Тарновського воєводства.

## Демографія
Демографічна структура станом на 31 березня 2011 року:
|          | Загалом | Допрацездатний вік | Працездатний вік | Постпрацездатний вік |
| -------- | ------- | ------------------ | ---------------- | -------------------- |
| Чоловіки | 171     | 37                 | 115              | 19                   |
| Жінки    | 164     | 27                 | 97               | 40                   |
| Разом    | 335     | 64                 | 212              | 59                   |